# Ramūnas Karbauskis

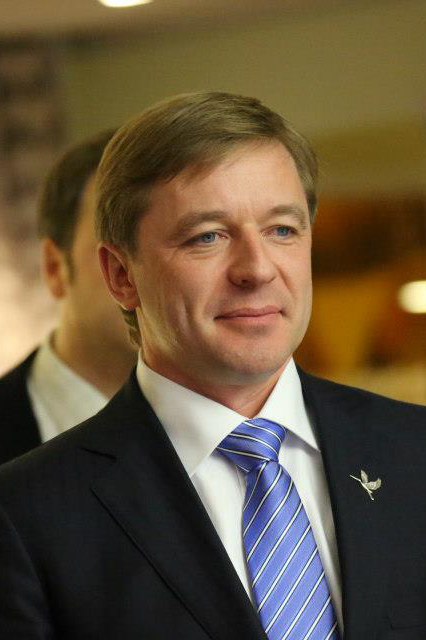
Ramūnas Karbauskis

Ramūnas Karbauskis (* 5. Dezember 1969 in Naisiai, Rajongemeinde Šiauliai) ist ein litauischer Agrarunternehmer und Politiker, ehemaliger Seimas-Parlamentsvizepräsident, Kultur-Mäzen, Ehrenbürger der Rajongemeinde Šiauliai, Anhänger der Abstinenzbewegung. 

## Leben
Nach dem Abitur 1988 am Julius-Janonis-Gymnasium in Šiauliai absolvierte Ramūnas Karbauskis 1994 das Diplomstudium der Agronomie an der Lietuvos žemės ūkio akademija bei Kaunas.

### Karriere als Unternehmer
1990 gründete Ramūnas Karbauskis das Unternehmen Agrokoncernas. In den Konzern gingen die Ackerflächen der einstigen Musterkolchose „Už taiką“ („Für den Frieden“) in Naisiai ein, die sein Vater Česlovas Vytautas Karbauskis seit 1969 geleitet hatte und die Anfang der 1990er Jahre aufgelöst wurde. Ramūnas Karbauskis ist Großaktionär der Unternehmensgruppe „Agrokoncernas“ und leitet sie als Präsident. Der Agro-Konzern bewirtschaftet 35.000 Hektar Land und vertreibt Saatgut, Dünger, Pflanzenschutzmittel sowie Landmaschinen. Zudem kauft „Agrokoncernas“ den Bauern die Getreideernte ab und wickelt schätzungsweise ein Drittel der litauischen Getreideexporte ab.
Karbauskis bemühte sich wiederholt (bislang vergeblich), ein Verbot, Land an Ausländer zu verkaufen, durch ein Referendum in der litauischen Verfassung verankern zu lassen. Damit will er Kleinbauern davor schützen, dass ausländische Spekulanten die Landpreise in die Höhe treiben. Seine Kritiker wenden ein, dass ein solches Verbot vor allem ihm selbst zugute käme, insofern er, der mehr Ackerland aufkauft als jeder andere, dann keine Konkurrenten mehr hätte.

### Karriere als Politiker
Von 1997 bis 2001 leitete Karbauskis die litauische Bauernpartei. Von 1996 bis 2004 war er Mitglied im Seimas, von 2000 bis 2001 stellvertretender Parlamentspräsident. Von 1997 bis 2000 war er Mitglied im Rat der Rajongemeinde Šiauliai. Ab 2009 leitete er wieder die Bauernpartei, die sich nun „Bund der Bauern“ (LVŽS) nannte. Bei der Parlamentswahl im Oktober 2016 errang die LVŽS überraschend 54 der 141 Sitze im Seimas und wurde damit stärkste Partei. Er leitete den Kulturausschuss und die Fraktion seiner Partei im 12. Seimas. Nach der LVŽS-Niederlage bei der Parlamentswahl in Litauen 2020 war er nur einige Wochen Mitglied im 13. Seimas und trat Ende November mit dem Protest gegen neue konservative-liberale Seimas-Mehrheit zurück. Seine Amtsnachfolgerin wurde die LVŽS-Listenkandidatin Asta Kubilienė.

### Wirken als Kulturmäzen
Seinem Heimatdorf Naisiai schenkte Karbauskis mehrere Museen, Kultur- und Sportclubs sowie ein großes Stadion. Das von ihm geförderte alkoholfreie Festival „Naisių vasara“ für Theater, Musik und litauische Handwerkskunst zieht alljährlich Zehntausende von Besuchern nach Naisiai. Für die gleichnamige Fernsehserie „Naisių vasara“ gibt das Dorf Naisiai ebenfalls den Rahmen und den Namen.

### Erfolge und Funktionen im Sport
Von 1987 bis 1988 war er Mitglied der sowjetlitauischen Nationalmannschaft im Junior-Damespiel. Er hat den Titel des Kandidaten zum Meister des Sports im Damespiel. Seit 2006 ist er Präsident der „Lietuvos šaškių federacija“ (Damespiel-Verband) und seit 2009 Vizepräsident der „Lietuvos žemaitukų asociacija“ (Verband der Pferdezucht).

## Ehrung
- 2018: Ehrenbürger der Rajongemeinde Šiauliai